# Acrotriche orbicularis
Acrotriche orbicularis är en ljungväxtart som beskrevs av Hislop. Acrotriche orbicularis ingår i släktet Acrotriche och familjen ljungväxter. Inga underarter finns listade i Catalogue of Life.